# Menucha
Menucha (hebr.: מנוחה) – moszaw położony w samorządzie regionu Lachisz, w Dystrykcie Południowym, w Izraelu.
Leży na pograniczu północno-zachodniej części pustyni Negew i Szefeli, w pobliżu miasta Kirjat Gat.

## Historia
Moszaw został założony w 1953 przez imigrantów z Kurdystanu i Iraku.

## Gospodarka
Gospodarka moszawu opiera się na intensywnym rolnictwie i uprawach w szklarniach.

## Komunikacja
Na zachód od moszawu przebiega droga ekspresowa nr 40  (Kefar Sawa-Ketura).